# Pyrenaria barringtoniifolia
Pyrenaria barringtoniifolia är en tvåhjärtbladig växtart som först beskrevs av William Griffiths, och fick sitt nu gällande namn av Berthold Carl Seemann. Pyrenaria barringtoniifolia ingår i släktet Pyrenaria och familjen Theaceae. Inga underarter finns listade i Catalogue of Life.